# کارینا آزناووریان
کارینا آزناووریان (ارمنی: Կարինա Բորիսի Ազնավուրյան؛ روسی: Карина Борисовна Азнавурян؛ زاده ۲۰ سپتامبر ۱۹۷۴ در باکو) شمشیرباز ارمنی‌تبار اهل روسیه می‌باشد